# Ритопек
Ритопек (серб. Ритопек) — пригородный посёлок в Белграде, столице Сербии. Он расположен в муниципалитете Белграда Гроцка, в 20 км к востоку от Белграда и в 19 км к западу от центра муниципалитета, на правом берегу Дуная, напротив села Иваново в области Банат провинции Воеводина.

## История

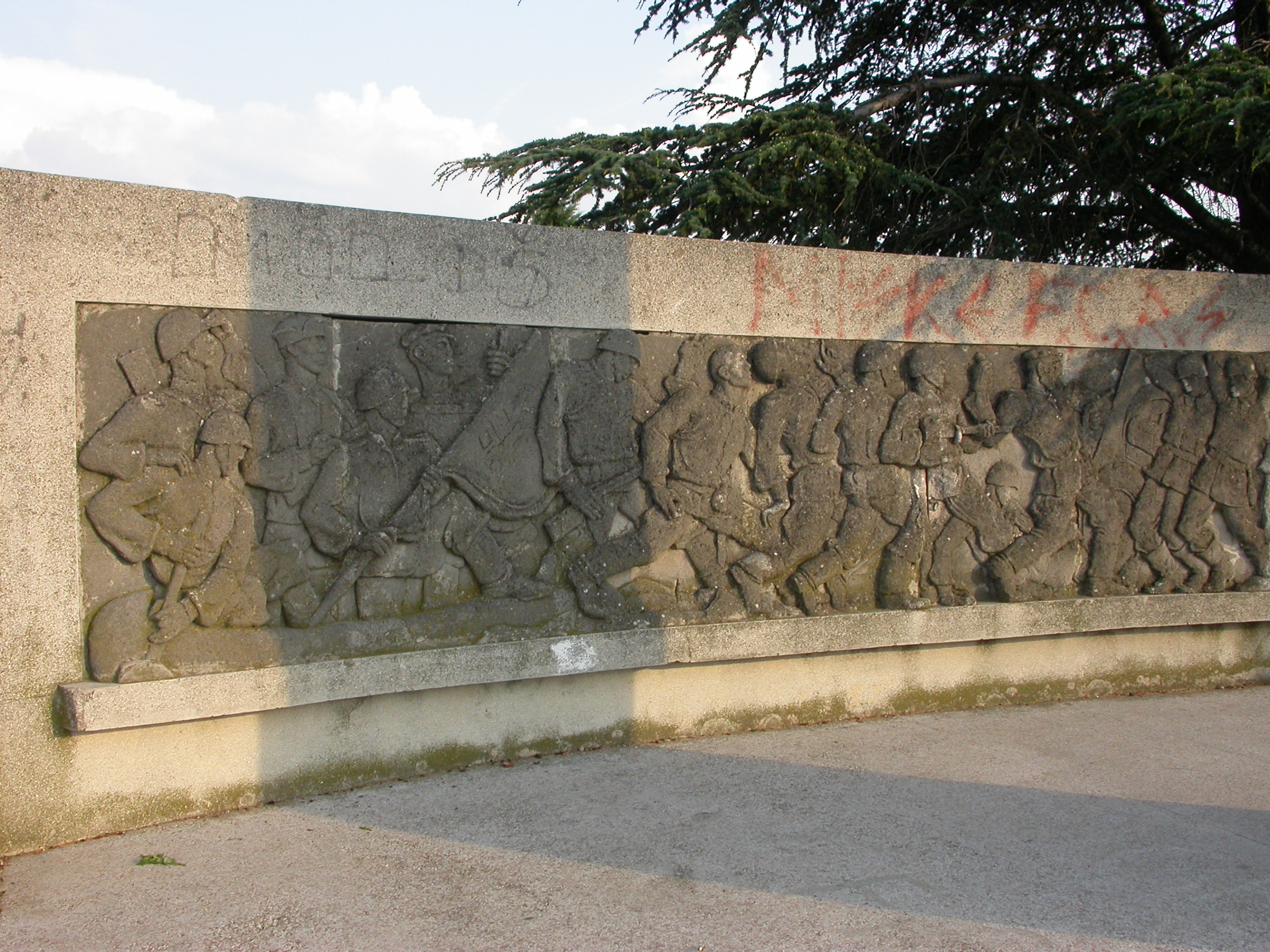
Фрагмент памятника красноармейцам в память о битве за Белград. Памятник установлен в 1946 году и является объектом культурного наследия. Архитектор Момчило Белобрк, рельеф работы Бранко Крстича.

В Ритопке обнаружены артефакты доримского периода, относящиеся к раннему железному веку. Примечателен скифский кулон в виде грифона V века до н.э.. Найденные здесь останки относятся к скордискам, кельтскому племени, заложившему Сингидунум, предшественник Белграда.
В римские времена Ритопек называли Трикорниум (от лат. Tricornium "трёхрогое укрепление"), где базировался военный лагерь Castra Tricornia. Название местности продиктовано ландшафтом, где возвышаются три холма. Один из них позже был смыт Дунаем. От названия местности получило своё название романизированное фракийско-кельтское племя Tricornenses. Церемониальная нагрудная пластина (пектораль) с изображениями 258 года н.э. принадлежала солдату VII Клавдиева легиона по имени Аврелий Геркуланус. Также в здешних местах обнаружены прочие предметы римского периода, включая серебряные монеты, вымытые на берег после строительства гидроэлектростанции Джердап I.
Трикорниум служил для обеспечения безопасности дороги Via Diagonalis. Другие известные укрепления - Mutatio ad Sextum Militare в Гроцке и Mutatio ad Sextum в Мали Мокри Луг. Хорошо сохранившийся бюст императора Макрин (правил в 217-218 годах) найден в ближайшем Болече.
Начальная школа в Ритопеке была одной из первых школ в Сербии, основана в 1838 году. Вместе со школой, жители построили первую церковь, которая окончательно оформилась в 1868 году и посвящён Святой Троице.
Ритопек пострадал при разливе Дуная в апреле 2006 и 2014 годов.

## Экономика
Экономика почти полностью основана на сельском хозяйстве, особенно интенсивное плодоводство с обширными садами вокруг деревни. Жители основном живут за счёт выращивания вишен, абрикос и яблок, немного винограда.

## Население
Ритопек статистически классифицируется как сельское поселение (село). Исторические населения Ритопек в соответствии с официальным censa населения:
- 1921 - 1540
- 1948 - 1892
- 1953 - 1980
- 1961 - 1956
- 1971 - 1886
- 1981 - 2002
- 1991 - 2163 (де-юре)
- 1991 - 2045 (де-факто)
- 2002 - 2349 (де-юре)
- 2002 - 2284 (де-факто)
- 2011 - 2,613